# Testa di re Amenemhat III con la corona bianca
La testa di re Amenemhat III con la corona bianca (AEIN 924), conservata alla Ny Carlsberg Glyptotek di Copenaghen, è ritenuta uno dei capolavori della scultura del Medio Regno dell'antico Egitto.
Amenemhat III (ca. 1846–1801 a.C.) fu l'ultimo faraone di rilievo della XII dinastia egizia e regnò per circa quarantacinque anni. Già sotto il suo predecessore, il glorioso Sesostri III, la statuaria regale aveva conosciuto sensibili cambiamenti: il sovrano veniva ritratto in differenti età (già in questo differiva dalle effigi idealizzate e senza età dei precedenti re), e nelle figurazioni dove appariva più anziano, in particolare, presentava un'espressione estremamente triste o pesantemente amareggiata: gli occhi sporgevano dalle orbite contornate da rughe e occhiaie, la bocca e le labbra avevano assunto una piega decisamente malinconica, le orecchie erano enormi e prominenti; in netto contrasto con il realismo quasi esagerato e i segni dell'età del viso e della testa, il resto del corpo veniva scolpito come giovane, muscoloso e idealizzato, seguendo i canoni tradizionali della statuaria faraonica. È questo il modello ereditato dal figlio Amenemhat III, del quale esistono ritratti sia in giovane che in tarda età.
Questa testa di Amenemhat III, in grovacca, si trova alla Ny Carlsberg Glyptotek di Copenaghen con la sigla d'inventario ÆIN 924. Il reperto, alto 46 centimetri, fu acquistato nel 1894 al Cairo da Valdemar Schmidt, curatore emerito della collezione egizia del Museo, per 2000 franchi; non si sa dove la testa sia stata originariamente scoperta, ma faceva quasi sicuramente parte di una statua del re a figura intera. Parte della corona è mancante, così come il naso e parte delle orecchie. Il faraone indossa la Corona bianca (hedjet) dell'Alto Egitto e non v'è traccia dell'ureo sulla fronte, né della tipica barba posticcia (tipici, del resto, della statuaria regale). La pietra è levigata e liscia. Le sopracciglia non sono mai state realizzate, la bocca è ampia, le pieghe naso–labiali e palpebrali lavorate con estrema cura. Una datazione alternativa non ascrive la Testa al regno di Amenemhat III (XIX secolo a.C.), ma al Periodo tardo dell'Egitto (VII–IV secolo a.C.), epoca nella quale furono copiate numerose opere del Medio Regno; tuttavia, la maggioranza degli egittologi concorda nell'attribuirla agli anni di Amenemhat III.